# Hemisphaerius ruficeps
Hemisphaerius ruficeps är en insektsart som beskrevs av Melichar 1906. Hemisphaerius ruficeps ingår i släktet Hemisphaerius och familjen sköldstritar. Inga underarter finns listade i Catalogue of Life.